# Víctor Cortazzo
Víctor Manuel Cortazzo Devita (Durazno, 15 de agosto de 1923 - Montevideo, 7 de enero de 1999) fue un educador y político uruguayo perteneciente al Partido Colorado.

## Biografía
Graduado de maestro en 1943, ejerce en varias escuelas rurales de su departamento natal.
Se vuelca tempranamente a la política. En 1954 es electo edil, en filas de Luis Batlle Berres.
Ocupó un escaño parlamentario por su departamento, primero como suplente, después como titular desde 1972; pero pronto renuncia a la banca para asumir la subsecretaría de Educación y Cultura hasta el quiebre institucional de 1973. Durante la dictadura cívico-militar sobrevivió en oficios varios al estarle prohibido el ejercicio de la docencia.
En 1984 es una vez más electo representante, esta vez por la Lista 15. En marzo de 1987 asume la Presidencia de la Cámara de Diputados.
Culmina su vida política como miembro del Directorio de ANTEL entre 1993 y 1995.
La Escuela N.º 33 del pueblo La Paloma lleva su nombre.